# 塔吉達克島
塔吉達克島是美國阿拉斯加州的島嶼，屬於科迪亞克群島的一部分，面積173.142平方公里，最高點海拔高度38米，島上無人居住。
56°30′24″N 154°37′42″W / 56.50667°N 154.62833°W